# Сан-Б'яджо-Платані
Сан-Б'яджо-Платані (італ. San Biagio Platani, сиц. San Brasi) — муніципалітет в Італії, у регіоні Сицилія,  провінція Агрідженто.
Сан-Б'яджо-Платані розташований на відстані близько 500 км на південь від Рима, 70 км на південь від Палермо, 22 км на північ від Агрідженто.
Населення — 3345 осіб (2014).
Щорічний фестиваль відбувається 3 лютого. Покровитель — святий Власій.

## Демографія
Населення за роками:

Станом на 1 січня 2023 року в муніципалітеті офіційно проживало 35 іноземців з 13 країн, серед них 15 громадян країн Євросоюзу.

## Сусідні муніципалітети
- Алессандрія-делла-Рокка
- Кастельтерміні
- Сант'Анджело-Муксаро
- Санто-Стефано-Куїскуїна